# Lepidanthrax rauchi
Lepidanthrax rauchi är en tvåvingeart som beskrevs av Hall 1976. Lepidanthrax rauchi ingår i släktet Lepidanthrax och familjen svävflugor. Inga underarter finns listade i Catalogue of Life.